# Prometheus geboeid (Gerrit Komrij)
Prometheus geboeid is een hoorspel naar Promètheus desmootès (datering onzeker) van Aeschylus, in de vertaling van Gerrit Komrij. De AVRO zond het uit op donderdag 27 mei 1976, van 21:20 uur tot 22:30 uur, met muziek (op klassieke Griekse thema’s) van Jaap Boogaard, uitgevoerd door Daan Admiraal, Jan Laurenz Hartong, Tony Müsser & Jaap Boogaard. De regisseur was Jacques Besançon.

## Rolbezetting
- Guus Hoes (Macht en Geweld)
- Aus Greidanus (Hephaistos)
- Siem Vroom (Prometheus)
- Johan Schmitz (Okeanos)
- Sacha Bulthuis (Io, dochter van Inachos)
- Hero Muller (Hermes)
- Lies Franken (de koren)

## Inhoud
In dit drama is het thema de straf van de Titan Prometheus die zich tegen Zeus verzet had, het vuur uit de hemel had gestolen en het verborgen in een rietstengel naar de aarde had gebracht. Zeus liet hem door Hephaestus aan de Kaukasus ketenen, waar een adelaar hem de steeds weer aangroeiende lever uitpikte. Heracles doodde ten slotte de vogel en bevrijdde Prometheus, die nu door Zeus op de Olympus werd toegelaten…